# Tom Hyer

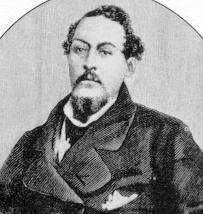
Tom Hyer

Tom Hyer (* 1. Januar 1819 in New York City, New York, USA; † 26. Juni 1864 ebenda) war ein US-amerikanischer Boxer in der Bare-knuckle-Ära. Er gilt als der erste amerikanische Schwergewichtsmeister durch seinen Kampf gegen Country McCleester 1841 und fand im Jahr 1954 Aufnahme in die Ring Boxing Hall of Fame sowie im Jahr 2009 in die International Boxing Hall of Fame. Hyer, ein Mitglied der Bowery Boys, war der Sohn Jacob Hyers, der 1816 den ersten amerikanischen Boxkampf gegen Tom Beasley bestritten hatte.